# Aktivierter-Kettenenden-Mechanismus
Der Aktives-Kettenenden-Mechanismus (ACE) (englisch active chain end mechanism) und der Aktivierte-Monomer-Mechanismus (AM) (englisch activated monomer mechanism) sind zwei Möglichkeiten (Reaktionsmechanismen), nach welchen die kationische Polymerisation von Epoxiden ablaufen kann. Während die kationische Polymerisation regulär nach dem ACE-Mechanismus abläuft, kann sie auch nach dem AM-Mechanismus ablaufen, wenn Hydroxygruppen präsent sind. Hydroxygruppen wirken durch den AM-Mechanismus als Kettenübertragungsmittel; wenn die Hydroxygruppen funktionelle Gruppe eines Alkohols ist, kann dieser dadurch in das Polymernetzwerk eingebaut werden. Auf diese Weise werden sowohl die Geschwindigkeit der Reaktion wie auch die Netzwerkdichte und -struktur beeinflusst (und dadurch auch die mechanischen Eigenschaften des Polymers).

## Übersicht
Die folgende Abbildung stellt ACE- und AM-Mechanismus kurz dar:
Der ACE-Mechanismus ähnelt anderen Polyadditions-Mechanismen insofern, dass Monomere mit dem aktiven Kettenende des Polymers (dem Kation) reagieren und damit der wachsenden Polymerkette hinzugefügt werden. Wie in der Abbildung zu erkennen ist, liegt am Kettenende ein aktivierter Dreiring mit einem tertiären Oxonium-Kation vor. Der Dreiring wird an einem der Kohlenstoffatome von dem Sauerstoffatom eines Monomers angegriffen. Es können beide Kohlenstoffatome des aktivierten Dreirings angegriffen werden, was zu den (quasi) identischen Produkten a und b führt.
Der AM-Mechanismus kann in Gegenwart von Hydroxygruppen (z. B. Alkohole oder Wasser) ablaufen. In diesem Fall reagiert eine Hydroxygruppe (z. B. die Hydroxy-Endgruppe des Polymers) in einem nukleophilen Angriff mit einem Monomer, wobei ein protonierter Ether und eine Hydroxy-Endgruppe gebildet werden. Das Proton wird an das nächste Monomer abgegeben und die Reaktion kann in derselben Weise fortfahren. Das Polymer bildet sich also durch sukzessive Addition von temporär protoniertem Monomer an dessen Hydroxy-Endgruppe. Wenn es sich bei der Hydroxygruppe nicht um das Ende eines Polymers, sondern um einen im Reaktionsgemisch vorhandenen Alkohol handelt, kann dieser damit als Kettenübertragungsmittel wirken; hieraus ergibt sich der Einfluss auf die Reaktionsgeschwindigkeit. Der Alkohol ist dann in das Polymernetzwerk eingebunden und die Netzwerkdichte so herabgesetzt, woraus die Änderung der mechanischen Eigenschaften resultiert.
ACE- und AM-Mechanismus stehen in Konkurrenz zueinander. Je größer das Verhältnis [HO-Gruppe]/[Monomer] ist, desto stärker wird der AM-Mechanismus bevorteilt. Gleichzeitig hängt jedoch der Polymerisationsgrad mit dem Verhältnis [Monomer]/[HO-Gruppe] zusammen, je weniger Monomer im Verhältnis vorhanden ist, desto kürzer  werden die Polymere (wie zu erwarten ist, da Hydroxygruppen als Kettenübertragungsmittel wirken). Wenn nun die Polymerisation nach dem AM-Mechanismus ablaufen soll, gleichzeitig aber Polymere mit hohem Polymerisationsgrad erwünscht sind, können konstant geringe Mengen des Monomers zum Reaktionsgemisch gegeben werden, was insgesamt ein hohes, über die gesamte Polymerisation betrachtet jedoch geringes Verhältnis von [Monomer]/[HO-Gruppe] bewirkt. Die Reaktion so durch den AM-Mechanismus zu erzwingen kann erwünscht sein, um den Anteil an cylclischem Nebenprodukt (gebildet durch Backbiting) zu minimieren oder um Polymere mit Hydroxy-Endgruppen herzustellen.
Generell wurde gefunden, dass die Fortpflanzungsrate des AM-Mechanismus kAM 5-mal größer ist.

## Geschichte

Polymerisation von Glycidol nach dem ACE- und dem AM-Mechanismus.

In den frühen 80ern wurde die kationischen Polymerization von cyclischen Ethern in Gegenwart von niedermolekularen Alkoholen als Kettenübertragungsmittel untersucht. Die Absicht war, Polyether mit Diol-Endgruppen auf diese Art herzustellen. Tatsächlich wurde gefunden, dass der Anteil an cyclischem Nebenprodukt, gebildet durch „back-biting“, in der Gegenwart von Alkoholen zurückging. Als Erklärung für dieses Phänomen wurde der Aktivierte-Monomer-Mechanismus (AM) eingeführt.
In den darauf folgenden Untersuchungen wurde am Beispiel des Glycidol gezeigt, dass das Produkt des ACE-Mechanismus ausschließlich primäre Hydroxygruppen trägt, das des AM-Mechanismus jedoch auch sekundäre, siehe obere Abbildung.